# Ла-Уньон (департамент)
Ла-Уньо́н (исп. La Unión) — один из 14 департаментов Сальвадора. Находится в крайней восточной части страны. Граничит с департаментами Морасан, Сан-Мигель и государством Гондурас. С юга омывается Тихим океаном. Административный центр — город Ла-Уньон.
Образован 22 июня 1865 года.
Площадь — 2074 км².
Население — 238 217 чел. (2007).
Губернатор — Ксениа Элисабет Лопес, назначенная на должность в июле 2009 года.

## Муниципалитеты
1. Анаморос
2. Боливар
3. Интипука
4. Консепсьон-де-Ориенте
5. Кончагуа
6. Ла-Уньон
7. Лислике
8. Меангера-дель-Гольфо
9. Нуэва-Эспарта
10. Пасакина
11. Полорос
12. Сан-Алехо
13. Сан-Хосе
14. Санта-Роса-де-Лима
15. Эль-Кармен
16. Эль-Саусе
17. Юкуайкин
18. Яянтике

## Экономика
Основа сельскохозяйственного производства: кофе, фрукты, какао и сахар. Имеются месторождения золота, железа, бария и ртути.

## Галерея

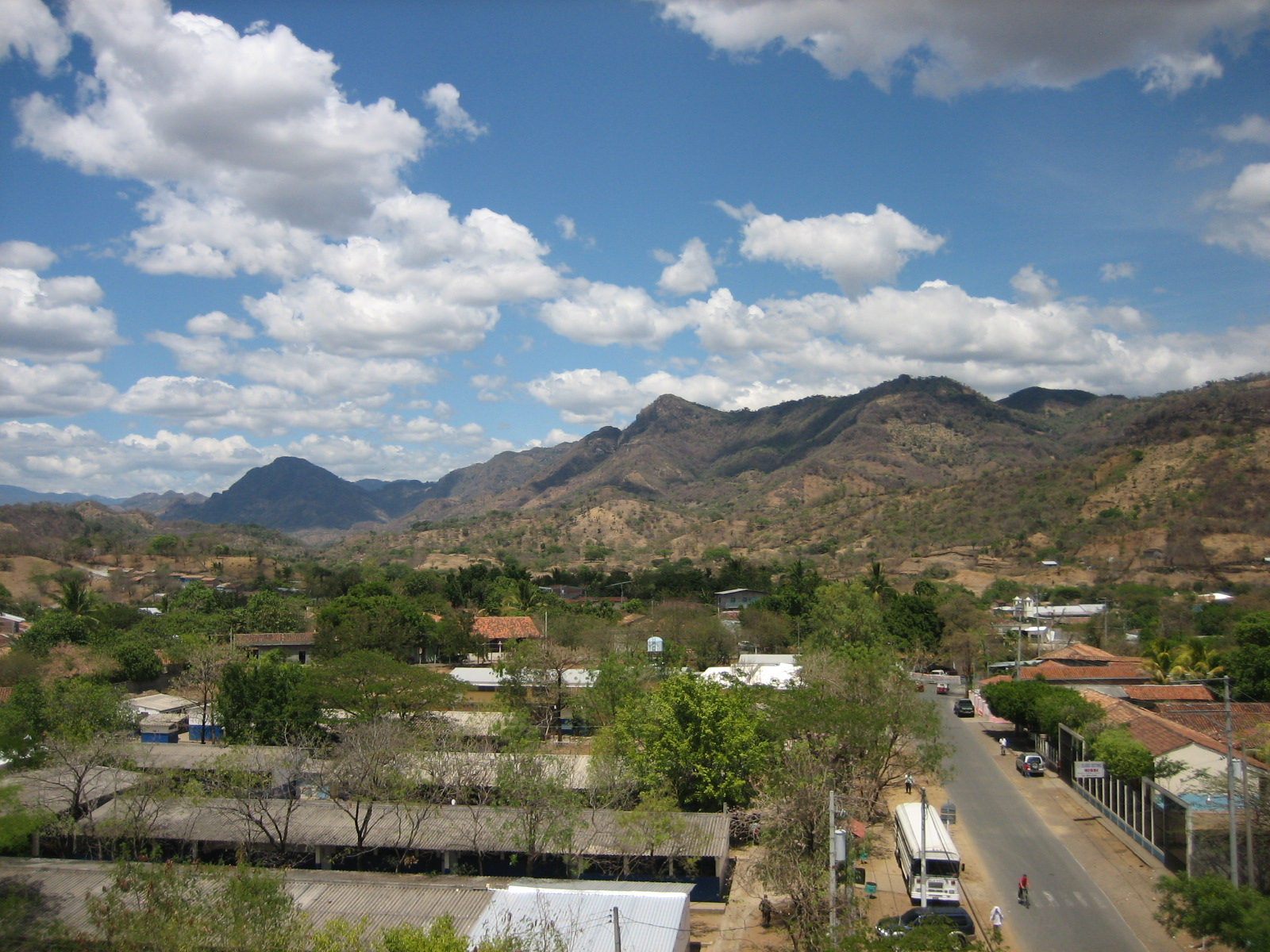
Анаморос
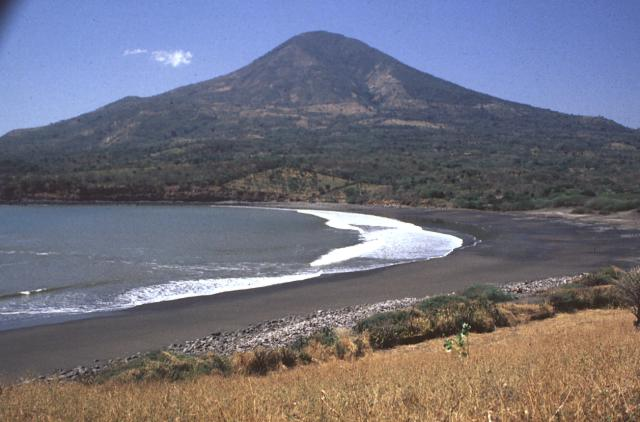
Вулкан Кончагуа
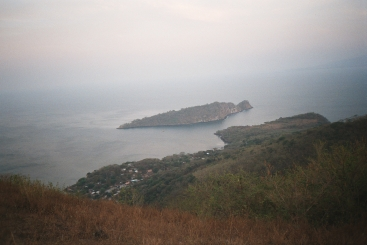
Меангера дель Гольфо
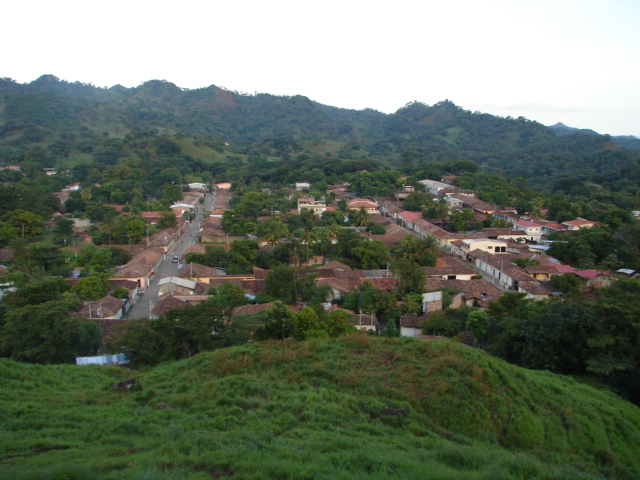
Нуэва-Эспарта